# Renewi Tour
Le Renewi Tour (anciennement appelé Eneco Tour, BinckBank Tour puis Benelux Tour) est une course cycliste à étapes se disputant en Belgique et aux Pays-Bas. Elle débute généralement par un prologue suivi de quelques étapes de plaine ou empruntant les massifs vallonnés des Ardennes belges ou du Limbourg néerlandais.
Cette course créée à l'occasion du lancement du ProTour est inscrite au programme du ProTour 2005, puis de l'UCI World Tour depuis 2011.

## Organisation
En 2004, les organisateurs du Tour des Pays-Bas, et Octagon-CIS, société organisatrice du Tour de Belgique, s'accordent pour créer un « Tour du Benelux », sponsorisé par l'entreprise néerlandaise Eneco, sponsor du Tour des Pays-Bas depuis 2001. La première édition de l'Eneco Tour a lieu en août 2005, tandis que le Tour des Pays-Bas disparaît,. La course fait partie de l'UCI ProTour, nouveau calendrier regroupant les principales courses cyclistes sur route.
La pérennité de l'Eneco Tour est menacée durant ses premières années par la mésentente entre ses deux dirigeants, Henk van Mulukom, auparavant à la tête du Tour des Pays-Bas, et Rob Discart, qui représente Octagon-CIS. Le tribunal d'Arnhem donne raison au premier, qui reproche au second de l'évincer de l'organisation de la course.
Ce conflit trouve une première issue au début de l'année 2007. Bart Voskamp, auparavant adjoint, devient codirecteur à la place Van Mulukom, tandis que ce dernier devient conseiller pour la partie néerlandaise de la course.
Fin 2008, la licence UCI ProTour de la course arrive à échéance. Deux candidats se disputent le renouvellement de la licence : Henk van Mulukom, et Eneco, asociée à Rob Discart et Golazo, nouveau nom d'Ostagon-CIS. L'Union cycliste internationale accorde la licence à Eneco. Van Mulukom annonce un recours au Tribunal arbitral du sport (TAS),, sans résultat. En 2011, Eneco est toutefois condamnée à payer des dommages à la fondation du Tour des Pays-Bas pour avoir fait un usage irrégulier des infrastructures et du savoir-faire de celle-ci,,.
Renouvelée fin 2012, la licence de l'Eneco Tour court jusqu'en 2016. En 2017, la course change de sponsor et prend le nom du BinckBank Tour.
En 2021, le BinckBank Tour est renommé le Benelux Tour. Il n'est pas organisé en 2022, en raison de difficultés logistiques et médiatiques.
À partir de 2023, le Benelux Tour devient le Renewi Tour du nom de son nouveau sponsor principal. Le nombre d'étapes est réduit à cinq au lieu de sept étapes.

## Palmarès

### Podiums

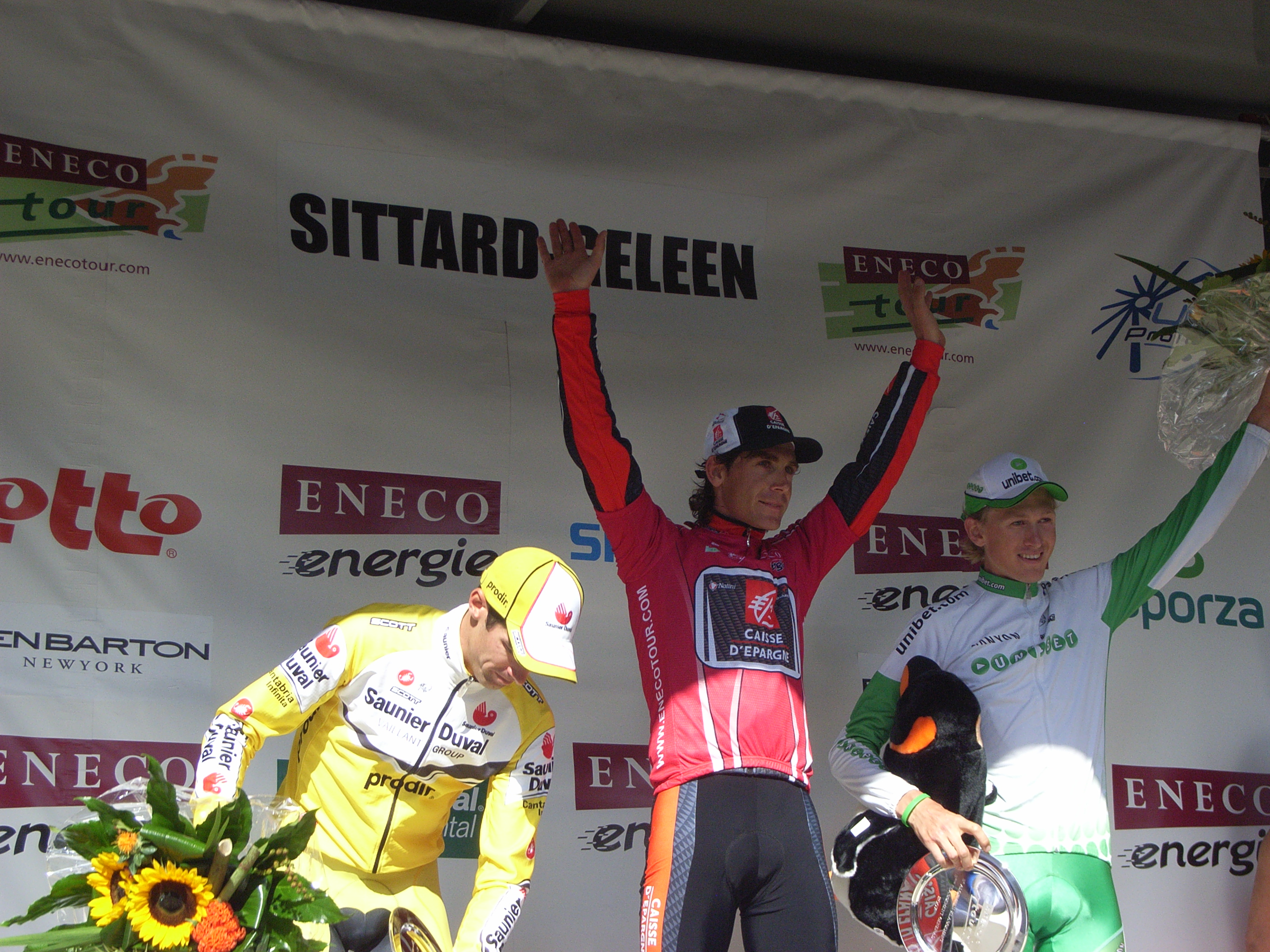
Podium de l'édition 2007

| Année          | Vainqueur            | Deuxième             | Troisième            |
| -------------- | -------------------- | -------------------- | -------------------- |
| Eneco Tour     |                      |                      |                      |
| 2005           | Bobby Julich         | Erik Dekker          | Leif Hoste           |
| 2006           | Stefan Schumacher    | George Hincapie      | Vincenzo Nibali      |
| 2007           | José Iván Gutiérrez  | David Millar         | Gustav Larsson       |
| 2008           | José Iván Gutiérrez  | Sébastien Rosseler   | Michael Rogers       |
| 2009           | Edvald Boasson Hagen | Sylvain Chavanel     | Sebastian Langeveld  |
| 2010           | Tony Martin          | Koos Moerenhout      | Edvald Boasson Hagen |
| 2011           | Edvald Boasson Hagen | Philippe Gilbert     | David Millar         |
| 2012           | Lars Boom            | Sylvain Chavanel     | Niki Terpstra        |
| 2013           | Zdeněk Štybar        | Tom Dumoulin         | Andriy Grivko        |
| 2014           | Tim Wellens          | Lars Boom            | Tom Dumoulin         |
| 2015           | Tim Wellens          | Greg Van Avermaet    | Wilco Kelderman      |
| 2016           | Niki Terpstra        | Oliver Naesen        | Peter Sagan          |
| BinckBank Tour |                      |                      |                      |
| 2017           | Tom Dumoulin         | Tim Wellens          | Jasper Stuyven       |
| 2018           | Matej Mohorič        | Michael Matthews     | Tim Wellens          |
| 2019           | Laurens De Plus      | Oliver Naesen        | Tim Wellens          |
| 2020           | Mathieu van der Poel | Søren Kragh Andersen | Stefan Küng          |
| Benelux Tour   |                      |                      |                      |
| 2021           | Sonny Colbrelli      | Matej Mohorič        | Victor Campenaerts   |
| 2022           | annulé               | annulé               | annulé               |
| Renewi Tour    |                      |                      |                      |
| 2023           | Tim Wellens          | Florian Vermeersch   | Yves Lampaert        |
| 2024           | Tim Wellens          | Alec Segaert         | Per Strand Hagenes   |
| 2025           |                      |                      |                      |

### Classements annexes
| Année                                                      | Points               | Montagne         | Meilleur jeune       | Combativité         | Par équipes             |
| 2005                                                       | Allan Davis          | Non attribué     | Thomas Dekker        | n/a                 | CSC                     |
| 2006                                                       | Simone Cadamuro      | n/a              | Stefan Schumacher    | n/a                 | Liquigas                |
| 2007                                                       | Mark Cavendish       | Martin Pedersen  | n/a                  | n/a                 | Quick Step-Innergetic   |
| 2008                                                       | Jürgen Roelandts     | Floris Goesinnen | n/a                  | n/a                 | Columbia                |
| 2009                                                       | Edvald Boasson Hagen | n/a              | n/a                  | n/a                 | Rabobank                |
| 2010                                                       | Edvald Boasson Hagen | n/a              | Tony Martin          | n/a                 | Rabobank                |
| 2011                                                       | Edvald Boasson Hagen | n/a              | Edvald Boasson Hagen | n/a                 | RadioShack              |
| 2012                                                       | Giacomo Nizzolo      | n/a              | n/a                  | Laurens De Vreese   | Omega Pharma-Quick Step |
| 2013                                                       | Lars Boom            | n/a              | n/a                  | Laurens De Vreese   | Omega Pharma-Quick Step |
| 2014                                                       | Tom Dumoulin         | n/a              | n/a                  | Kenneth Vanbilsen   | Garmin-Sharp            |
| 2015                                                       | André Greipel        | n/a              | n/a                  | Gijs Van Hoecke     | Lotto-Soudal            |
| 2016                                                       | Peter Sagan          | n/a              | n/a                  | Bert Van Lerberghe  | Etixx-Quick Step        |
| 2017                                                       | Peter Sagan          | n/a              | n/a                  | Piet Allegaert      | Trek-Segafredo          |
| 2018                                                       | Zdeněk Štybar        | n/a              | n/a                  | Elmar Reinders      | Quick-Step Floors       |
| 2019                                                       | Sam Bennett          | n/a              | n/a                  | Baptiste Planckaert | Sunweb                  |
| 2020                                                       | Mads Pedersen        | n/a              | n/a                  | Kenneth Van Rooy    | Alpecin-Fenix           |
| 2021                                                       | Danny van Poppel     | n/a              | n/a                  | Arjen Livyns        | Bahrain Victorious      |
| 2022 : Édition annulée pour des raisons organisationnelles |                      |                  |                      |                     |                         |
| 2023                                                       | Arnaud De Lie        | n/a              | Arnaud De Lie        | Aaron Van Poucke    | UAE Team Emirates       |
| 2024                                                       | Jasper Philipsen     | n/a              | Alec Segaert         | Jordy Bouts         | n/a                     |

## Statistiques et records
| # | Coureurs             | Médaille d'or | Médaille d'argent | Médaille de bronze | Total |
| - | -------------------- | ------------- | ----------------- | ------------------ | ----- |
| 1 | Tim Wellens          | 4             | 1                 | 2                  | 7     |
| 2 | Edvald Boasson Hagen | 2             | 0                 | 1                  | 3     |
| 3 | José Iván Gutiérrez  | 2             | 0                 | 0                  | 2     |
| 4 | Tom Dumoulin         | 1             | 1                 | 1                  | 3     |
| 5 | Lars Boom            | 1             | 1                 | 0                  | 2     |
| 5 | Matej Mohorič        | 1             | 1                 | 0                  | 2     |
| 7 | Niki Terpstra        | 1             | 0                 | 1                  | 2     |
| 8 | Sonny Colbrelli      | 1             | 0                 | 0                  | 1     |
| 8 | Laurens De Plus      | 1             | 0                 | 0                  | 1     |
| 8 | Bobby Julich         | 1             | 0                 | 0                  | 1     |
| 8 | Tony Martin          | 1             | 0                 | 0                  | 1     |
| 8 | Stefan Schumacher    | 1             | 0                 | 0                  | 1     |
| 8 | Zdeněk Štybar        | 1             | 0                 | 0                  | 1     |
| 8 | Mathieu van der Poel | 1             | 0                 | 0                  | 1     |

| #  | Pays        | Médaille d'or | Médaille d'argent | Médaille de bronze | Total |
| -- | ----------- | ------------- | ----------------- | ------------------ | ----- |
| 1  | Belgique    | 5             | 7                 | 6                  | 18    |
| 2  | Pays-Bas    | 4             | 4                 | 4                  | 12    |
| 3  | Norvège     | 2             | 0                 | 1                  | 3     |
| 4  | Allemagne   | 2             | 0                 | 0                  | 2     |
| 4  | Espagne     | 2             | 0                 | 0                  | 2     |
| 6  | États-Unis  | 1             | 1                 | 0                  | 2     |
| 6  | Slovénie    | 1             | 1                 | 0                  | 2     |
| 8  | Italie      | 1             | 0                 | 1                  | 2     |
| 9  | Tchéquie    | 1             | 0                 | 0                  | 1     |
| 10 | France      | 0             | 2                 | 0                  | 2     |
| 11 | Australie   | 0             | 1                 | 1                  | 2     |
| 11 | Royaume-Uni | 0             | 1                 | 1                  | 2     |
| 13 | Danemark    | 0             | 1                 | 0                  | 1     |
| 14 | Slovaquie   | 0             | 0                 | 1                  | 1     |
| 14 | Suède       | 0             | 0                 | 1                  | 1     |
| 14 | Suisse      | 0             | 0                 | 1                  | 1     |
| 14 | Ukraine     | 0             | 0                 | 1                  | 1     |

### Victoires d'étapes
| #  | Coureurs             | Victoires | Étapes                                           |
| -- | -------------------- | --------- | ------------------------------------------------ |
| 1  | Tom Boonen           | 7         | 2006 (3), 2008 (2), 2009 (1), 2015 (1)           |
| 1  | André Greipel        | 7         | 2008 (1), 2010 (2), 2011 (2), 2013 (1), 2015 (1) |
| 3  | Edvald Boasson Hagen | 5         | 2008 (1), 2009 (2), 2011 (1), 2016 (1)           |
| 4  | Peter Sagan          | 4         | 2016 (2), 2017 (2)                               |
| 4  | Tim Wellens          | 4         | 2014 (1), 2015 (1), 2017 (1), 2019 (1)           |
| 6  | Sam Bennett          | 3         | 2019 (3)                                         |
| 6  | Tyler Farrar         | 3         | 2009 (3)                                         |
| 6  | Zdeněk Štybar        | 3         | 2013 (2), 2014 (1)                               |
| 6  | Jasper Philipsen     | 3         | 2020 (1), 2023 (1), 2024 (1)                     |
| 10 | Alessandro Ballan    | 2         | 2005 (1), 2012 (1)                               |
| 10 | Jonathan Milan       | 2         | 2024 (2)                                         |
| 10 | Sylvain Chavanel     | 2         | 2009 (1), 2013 (1)                               |
| 10 | Philippe Gilbert     | 2         | 2006 (1), 2011 (1)                               |
| 10 | Marcel Kittel        | 2         | 2012 (2)                                         |
| 10 | Stefan Küng          | 2         | 2017 (1), 2018 (1)                               |
| 10 | Robbie McEwen        | 2         | 2007 (1), 2010 (1)                               |
| 10 | Tim Merlier          | 2         | 2021 (2)                                         |
| 10 | Matej Mohorič        | 2         | 2021 (1), 2023 (1)                               |
| 10 | Manuel Quinziato     | 2         | 2006 (1), 2015 (1)                               |
| 10 | Jasper Stuyven       | 2         | 2017 (1), 2018 (1)                               |
| 10 | Svein Tuft           | 2         | 2010 (1), 2012 (1)                               |
| 10 | Taco van der Hoorn   | 2         | 2018 (1), 2021 (1)                               |
| 10 | Max van Heeswijk     | 2         | 2005 (2)                                         |